# Mirovia
Mirovia o Mirovoi (dal russo мировой, mirovoy, che significa "globale") è il nome di un ipotetico superoceano globale che potrebbe aver circondato il supercontinente Rodinia durante il Neoproterozoico, all'incirca tra 1 miliardo e 750 milioni di anni fa.
Mirovia potrebbe coincidere o essere il precursore dell'ipotetico Oceano Pan-Africano, prima del rifting della Rodinia. L'oceano Pantalassa (precursore dell'Oceano Pacifico) si sviluppò durante il Neoproterozoico in seguito alla subduzione dell'oceano Mirovia.
Evidenze geologiche suggeriscono che verso la metà del Neoproterozoico, il Cryogeniano fu un'era glaciale così intensa che l'oceano Mirovia si sarebbe completamente ghiacciato fino a una profondità di circa 2 km, durante il periodo in cui la Terra si sarebbe trasformata in una gigantesca palla di neve.